# 랜드로버 디펜더
랜드로버 디펜더(Land Rover DEPENDER)는 영국 랜드로버에서 제작하는 SUV이다.

## 1세대 (1948~2015)
67년 동안 생산되었으며, 험로주파(오프로드)용으로도 많이 쓰였다. 2도어형과 4도어형이 있었으며, 보디 온 프레임 타입이다.
1세대 디펜더가 단종된 후 영국의 석유화학 기업인 이네오스에서 랜드로버에 1세대 디펜더의 설계를 구입하려고 랜드로버 측에 몇 차례 제안했으나, 랜드로버가 모두 거절했다. 이에 이네오스에서는 자체적으로 자동차 제조 사업 진출을 선언했고, 1세대 디펜더와 비슷한 스타일의 SUV인 이네오스 그레나디어를 만들게 된다.

## 2세대 (2020~현재)
2019년 프랑크푸르트 모터쇼에서 공개되었으며, 모노코크 타입으로 풀 모델 체인지하고 기존 디자인에서 탈피했다. 랜드로버가 슬로바키아 니트라에 신설한 현지공장에서 5세대 디스커버리와 함께 생산한다.
2도어형인 90, 4도어 표준형인 110, 110에서 3열을 늘린 장축형인 130이 있다. 그 중 90과 110이 먼저 출시됐으며, 130은 2022년 5월에 추가됐다.
리어 게이트는 해치식이 아니고, 여닫는 방식이다.
대한민국에는 2020년 9월에 110을 먼저 출시했다. 90은 2021년에 추가했으며, 130은 2023년 3월 6일에 추가했다.
출시 초기에는 2.0리터 커먼레일 디젤 엔진이 장착됐으나, 현재는 249마력 직렬 6기통 3.0리터 커먼레일 디젤 엔진으로 교체됐다. 이후 300마력 2.0리터 가솔린 터보 엔진과 400마력 직렬 6기통 3.0리터 가솔린 터보 엔진이 추가됐다. V8 가솔린 엔진은 V8 5.0리터 슈퍼차저 엔진을 이용했다가, 2024년 7월에 635마력 V8 4.4리터 가솔린 트윈터보 엔진(디펜더 옥타)으로 교체했다. 자동변속기는 ZF의 8단 유닛을 이용한다.
재규어랜드로버코리아는 강원소방본부 특수구조단에 디펜더 110 1대를 기증한 바 있다.